# Anopheles labranchiae
Anopheles labranchiae är en tvåvingeart som beskrevs av Falleroni 1926. Anopheles labranchiae ingår i släktet Anopheles och familjen stickmyggor. Inga underarter finns listade i Catalogue of Life.